# Bulharistika

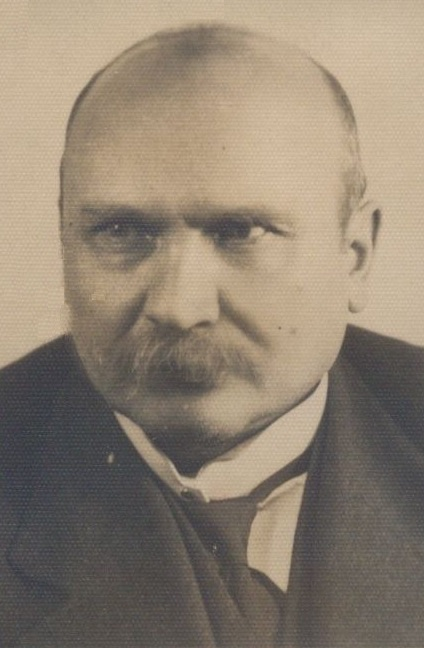
Akademik Stefan Mladenov (1880–1963), specialista na indoevropská studia, dokonale znal 18 jazyků a používal 27 jazyků. Vedl bulharskou delegaci na prvním slavistickém kongresu v Praze v roce 1929, poté společně s Maxem Vasmerem publikoval historii bulharského jazyka v němčině, za kterou byl členem mnoha akademií věd

Bulharistika je vědní disciplína, která studuje bulharské objekty a problémy. Je zaměřena především na humanitní obory, které pokrývají problematiku bulharského jazyka, bulharské literatury, bulharské historie a archeologie, Cyrilometodějského výzkumu, bulharského umění, bulharské tradiční duchovní a hmotné kultury.
Bulharistika je úzce provázána se slavistikou, paleoslovenistikou, byzantskými studiemi a balkanologií. O její vznik se zasloužil Josef Dobrovský, který, zmatený nedostatkem bulharštiny ve Srovnávacím slovníku všech jazyků a dialektů, vytištěném v Petrohradě v letech 1787–1789, považoval slavenosrbský jazyk za bulharský. V roce 1792 August Ludwig von Schlözer kritizoval oddělování bulharského jazyka od slavenosrbského jazyka.
K bulharistice a obnově bulharské státnosti přispěli i Češi. Například Konstantin Jireček (1854–1918) byl bulharským ministrem školství, poté ředitelem Národní knihovny svatého Cyrila a Metoděje v Sofii.